# Blake Pietila
Blake Chester Pietila, född 20 februari 1993, är en amerikansk professionell ishockeyforward som spelade senast för Hershey Bears i American Hockey League (AHL).
Han har tidigare spelat för New Jersey Devils i National Hockey League (NHL); Albany Devils, Binghamton Devils och San Diego Gulls i AHL; Michigan Tech Huskies i National Collegiate Athletic Association (NCAA) samt Team USA i United States Hockey League (USHL).
Pietila draftades i femte rundan i 2011 års draft av New Jersey Devils som 129:e spelare totalt.
Han är kusin till Brian Halonen.

## Statistik
| 2006–2007   | Detroit Compuware U13  | T1EHL       | 30  | 21 | 9  | 30  | 53  | — | — | — | — | — |
| 2007–2008   | Detroit Compuware U14  | T1EHL       | 26  | 10 | 21 | 31  | 22  | — | — | — | — | — |
| 2008–2009   | Detroit Compuware U16  | T1EHL       | 31  | 8  | 11 | 19  | 8   | — | — | — | — | — |
| 2009–2010   | Team USA               | USHL        | 28  | 5  | 3  | 8   | 27  | — | — | — | — | — |
|             | U.S. National U17 Team |             | 41  | 10 | 6  | 16  | 35  | — | — | — | — | — |
|             | U.S. National U18 Team |             | 1   | 0  | 0  | 0   | 0   | — | — | — | — | — |
| 2010–2011   | Team USA               | USHL        | 24  | 4  | 5  | 9   | 20  | — | — | — | — | — |
|             | U.S. National U18 Team |             | 60  | 14 | 9  | 23  | 53  | — | — | — | — | — |
| 2011–2012   | Michigan Tech Huskies  | NCAA        | 39  | 10 | 14 | 24  | 46  | — | — | — | — | — |
| 2012–2013   | Michigan Tech Huskies  | NCAA        | 35  | 14 | 10 | 24  | 44  | — | — | — | — | — |
| 2013–2014   | Michigan Tech Huskies  | NCAA        | 39  | 8  | 20 | 28  | 84  | — | — | — | — | — |
| 2014–2015   | Michigan Tech Huskies  | NCAA        | 40  | 14 | 16 | 30  | 56  | — | — | — | — | — |
| 2015–2016   | New Jersey Devils      | NHL         | 7   | 1  | 1  | 2   | 2   | — | — | — | — | — |
|             | Albany Devils          | AHL         | 58  | 10 | 7  | 17  | 41  | 8 | 3 | 3 | 6 | 8 |
| 2016–2017   | New Jersey Devils      | NHL         | 10  | 0  | 1  | 1   | 4   | — | — | — | — | — |
|             | Albany Devils          | AHL         | 49  | 17 | 16 | 33  | 38  | 4 | 0 | 2 | 2 | 0 |
| 2017–2018   | New Jersey Devils      | NHL         | 2   | 0  | 0  | 0   | 0   | — | — | — | — | — |
|             | Binghamton Devils      | AHL         | 60  | 12 | 10 | 22  | 26  | — | — | — | — | — |
| 2018–2019   | New Jersey Devils      | NHL         | 19  | 0  | 1  | 1   | 6   | — | — | — | — | — |
|             | Binghamton Devils      | AHL         | 50  | 20 | 26 | 46  | 42  | — | — | — | — | — |
| 2019–2020   | San Diego Gulls        | AHL         | 49  | 12 | 12 | 24  | 20  | — | — | — | — | — |
| 2020–2021   | Hershey Bears          | AHL         | 6   | 0  | 1  | 1   | 8   | — | — | — | — | — |
| NHL totalt  | NHL totalt             | NHL totalt  | 2   | 0  | 0  | 0   | 0   | — | — | — | — | — |
| AHL totalt  | AHL totalt             | AHL totalt  | 54  | 9  | 7  | 16  | 17  | — | — | — | — | — |
| NCAA totalt | NCAA totalt            | NCAA totalt | 153 | 46 | 60 | 106 | 230 | — | — | — | — | — |
| USHL totalt | USHL totalt            | USHL totalt | 52  | 9  | 8  | 17  | 47  | — | — | — | — | — |

### Internationellt
| Källa: Uppdaterad: 2024-02-27 | Källa: Uppdaterad: 2024-02-27 | Källa: Uppdaterad: 2024-02-27 |         | Utv = Utvisningsminuter | Utv = Utvisningsminuter | Utv = Utvisningsminuter | Utv = Utvisningsminuter | Utv = Utvisningsminuter |
| År                            | Lag                           | Mästerskap                    | Matcher | Mål                     | Assists                 | Poäng                   | Utv                     |                         |
| ----------------------------- | ----------------------------- | ----------------------------- | ------- | ----------------------- | ----------------------- | ----------------------- | ----------------------- | ----------------------- |
| 2011                          | USA                           | U18-VM                        | 6       | 1                       | 0                       | 1                       | 0                       |                         |
| 2013                          | USA                           | JVM                           | 7       | 0                       | 2                       | 2                       | 0                       |                         |
| Junior totalt                 | Junior totalt                 | Junior totalt                 | 13      | 1                       | 2                       | 3                       | 0                       |                         |